# Saison 14 d'Une famille formidable
 (février 2018).
Si vous disposez d'ouvrages ou d'articles de référence ou si vous connaissez des sites web de qualité traitant du thème abordé ici, merci de compléter l'article en donnant les références utiles à sa vérifiabilité et en les liant à la section « Notes et références ».
Chronologie
Saison 13 d'Une famille formidable Saison 15 d'Une famille formidable
Cet article présente les épisodes de la quatorzième saison de la série télévisée française Une famille formidable.

## Synopsis
Après le décès de Reine, la famille Beaumont se réunit pour de nouvelles aventures...

### Épisode 1:Révélations
- France : 21 novembre 2017

### Épisode 2:Le Dernier rêve
- France : 21 novembre 2017

### Épisode 3:Chambre d'amis
- France : 28 novembre 2017

### Épisode 4:Les Petits chefs
- France : 28 novembre 2017

### Épisode 5:La Reconstitution
- France : 5 décembre 2017

### Épisode 6:La Dernière minute
- France : 5 décembre 2017